# Дві чи три речі, які я знаю про неї
Дві чи три речі, які я знаю про неї (фр. Deux ou trois choses que je sais d'elle) — французький фільм напрямку «Нова хвиля» 1967 року, знятий Жаном-Люком Годаром, один із трьох фільмів, які він завершив того року. Як і два інших («Китаянка» та «Вікенд»), він вважається як соціально, так і стилістично радикальним. Критик «Вілледж войс» Емі Таубін вважає цей фільм одним із найбільших досягнень у кінематографі.

## Структура
Хоча в багатьох сценах є актори, які читають репліки, фільм не має структури чи стилю традиційного фільму-розповіді (зі вступом, конфліктом і розв'язкою), а натомість більше схожий на фільм-есе про погляди Годара на тогочасне життя. Між драматичними сценами та всередині них перемежовуються кадри будівництва в Парижі 1960-х, актори часто руйнують четверту стіну, дивлячись у камеру та виголошуючи монологи про свої думки та життя, а значний відсоток саундтреку займає філософська розповідь Годара пошепки на такі теми, як, політика, реальність, свідомість та сенс.

## Сюжет
Драматичний сюжет фільму розповідає про трохи більш як 24 годин життя Жюльєтти Жансон (Марина Владі), одруженої містянки, матері двох малих дітей, яка вдень займається проституцією. На наступний ранок після безтурботного вечора, в одній з нових багатоповерхівок на околиці Парижа, Жюльєтта їде в центр міста, де залишає свою доньку, що плаче, з Жераром (Жозеф Жерар), який наглядає за дітьми кількох повій у своїй квартирі, схожій на бордель. Вона купує сукню в модному магазині, заходить до кафе (де бачить ще кількох домогосподарок / повій), домовляється про зустріч з молодим клієнтом і відвідує салон краси. Потім вони з Маріанною (Анні Дюпере), майстринею манікюру, відвідують її чоловіка Роберта (Роже Монсоре) в гаражі / автомийці, де він працює та отримує 11000 франків, по дорозі на зустріч із Джоном Богусом (Рауль Леві), військовим кореспондентом американської газети «Арканзас Дейлі», з яким Маріанна вже зустрічалася раніше. Після того, як Жюльєтт і Маріанн дефілюють туди-сюди оголеними (за винятком сумок з логотипами авіакомпаній на їхніх головах), Богус запрошує Жюльєтт приєднатися до нього та Маріанн у ліжку, але Жюльєтт відмовляється і замість цього починає розмірковувати про війну у В'єтнамі, а потім про свого чоловіка. У кафе Роберт розмовляє з жінкою за сусіднім столиком, поки він чекає, коли Жюльєтта прийде за ним, а неподалік письменник Іванов (Жан-П'єр Лаверн), лауреат Нобелівської премії, розмовляє з молодою прихильницею. Коли вона повертається додому, Джульєтт розмірковує про значимий, але лише частково запам'ятований досвід, який вона мала того дня, і виконує свою типову вечірню рутину. У ліжку вона безуспішно намагається поговорити з Робертом про сучасну людину та кохання, перш ніж здатися та попросити у нього сигарету.

## Проблематика
Рекламний плакат до фільму пропонував різні значення слова «вона» в назві, кожне з яких було французьким іменником жіночого роду:
- Неї, жорстокість неокапіталізму
- Неї, проституцію
- Неї, Паризький регіон
- Неї, ванну кімнату, якої немає у 70 % французів
- Неї, страшний закон величезних будівельних комплексів
- Неї, фізичний бік кохання
- Неї, життя сьогоднішнього дня
- Неї, війну у В'єтнамі
- Неї, сучасну дівчину за викликом
- Неї, смерть сучасної краси
- Неї, циркуляцію ідей
- Неї, гестапо структур[2]

Жюльєтт живе в одній з багатьох багатоповерхівок, що зводяться в передмістях Парижа. Хоча спорудження цих будинків мало на меті надавати житло сім'ям робітників у зростаючій столиці в процвітаючі повоєнні роки, Годар бачив у цих передмістях інфраструктуру для просування системи цінностей, заснованої на споживацтві, термін, який він прирівнював до проституції. Годар стверджував, що суспільство споживання вимагає робочої сили, яка живе в регламентованому часі та просторі та змушена працювати на роботах, які їм не подобаються, що, за його словами, є «проституцією розуму».
25 жовтня 1966 року Годар виступив у французькій телевізійній програмі Zoom в дебатах з урядовцем Жаном Сен-Джорсом, який передбачив, що обсяг реклами збільшиться, оскільки основним імпульсом французького суспільства того часу було підвищення рівня життя. Годар відповів, що бачить рекламодавців як сутенерів, які доводять жінок до того, що вони віддають свої тіла без сумніву, переконуючи їх, що те, що вони можуть купити, має більше потенціалу для щастя, ніж любовне задоволення від сексу.
Як і в багатьох фільмах Годара з середини 1960-х, «Дві чи три речі, які я знаю про неї» демонструє його зростаюче розчарування Сполученими Штатами, на тлі непопулярної війни у В'єтнамі. Це контрастує з його попередніми фільмами французької нової хвилі, такими як На останньому подиху (1960), які з захопленням згадують американське кіно.
Письменниця Марі Кардінал, яка продовжила розслідування журналістки Катрін Вімене важких умов життя «падаючих зірок», жінок, змушених займатися проституцією, виступила з критикою фільму. Вона написала: Сценарій Годара — це скандал, і я так і кажу. «Зірки, що падають», не займаються проституцією, щоб купувати сукні, вони роблять це, щоб прогодувати своїх дітей. «Зірки, що падають» не ходять на яхту «Георг V», вони працюють на вулицях навколо Ле-Галле і мешкають у мебльованих притулках у цьому районі. Вони не пін-ап, вони потворні. Представити історію цих жінок по-іншому — означає зрадити їхню справу!. · 

## У ролях
| Актор             | Персонаж(ка)                                                  |
| ----------------- | ------------------------------------------------------------- |
| Марина Владі      | Жюльєтт Жансон                                                |
| Роже Монсоре      | Робер Жансон, чоловік Жюльєтти                                |
| Жан Нарбоні       | Роже, друг Робера                                             |
| Крістоф Бурсьє    | Крістоф Жансон, син Жюльєтти та Робера                        |
| Марі Бурсьє       | Соланж Жансон, донька Жюльєтти та Робера                      |
| Жозеф Жерар       | пан Жерар, який керує борделем / дитячим садком               |
| Ів Бенейтон       | молодий клієнт Жюльєтти, який працює в метро                  |
| Анні Дюпере       | Маріанна, яка працює в салоні краси, подруга Жюльєтти         |
| Рауль Леві        | Джон Богус, військовий кореспондент газети «Арканзас Дейлі»   |
| Жюльєт Берто      | дівчина, яка розмовляє з Робером у кафе                       |
| Клод Міллер       | Бувар, чоловік який читає уривки з випадкових книг у кав'ярні |
| Жан-Патрік Лебель | Пекуше, чоловік, який записує те, що говорить Бувар           |
| Жан-П'єр Лаверн   | Іванов, лауреат Нобелівської премії з літератури              |
| Жан-Люк Годар     | оповідач протягом усього фільму                               |

## Історія створення
Фільм знятий за мотивами статті «Les étoiles filantes» («Падаючі зірки»), Катрін Вімене в Le Nouvel Observateur 1966 року про проституцію серед домогосподарок у нових багатоповерхових передмістях Парижа. Про свої наміри Годар заявив, що фільм є продовженням руху, розпочатого Аленом Рене в «Мюріель»: спроба описати явище, відоме в математиці та соціології як «комплекс», і що «загалом те, що я роблю, — це змушувати глядача розділяти довільну природу мого вибору та шукати загальні правила, які могли б виправдати певний вибір,  додавши: Я дивлюся, як знімаю, і ви чуєте, як я думаю вголос. Іншими словами, це не фільм, це, спроба зняти фільм і представлений як такий.  Він також сказав, що хотів включити все: спорт, політику, навіть продукти у фільмі, і справді, найвідоміший кадр фільму — це довготривалий великий план чашки з кавою.
Годар розпочав роботу над фільмом влітку 1966 року. Невдовзі після цього до нього звернувся продюсер Жорж де Борегар, який попросив його швидко зняти фільм, щоб компенсувати фінансову нестачу, яка виникла після заборони французьким урядом фільму Жака Ріветта „Черниця“ (1966). Щасливий допомогти своєму постійному партнеру, Годар розпочав роботу над „Зроблено в США“ (1966), знімаючи „Дві чи три речі, які я знаю про неї“ вранці а „Зроблено в США“ вдень щодня протягом одного місяця.
Хоча існував сценарій фільму, але Годар також змусив Владі та деяких інших акторів носити навушники під час зйомок, і він іноді підказував їм нові репліки або ставив запитання, на які вони повинні були давати спонтанні відповіді, що відповідали б їхнім персонажам.
Невелика кількість музики у фільмі включає уривок зі струнного квартету Бетховена № 16 фа мажор, опус 135.

## Відгуки
Багато критиків вважають цей фільм однією з найважливіших робіт Годара. На веб-сайті агрегатора рецензій Rotten Tomatoes рейтинг схвалення становить 94 % на основі 33 відгуків із середнім балом 8,1/10. У „Консенсусі критиків“ сайту зазначено: „Дві чи три речі, які я знаю про неї“ знаменують собою поворотний момент у фільмографії Годара — такий, що може збити з пантелику більш залежних від наративу глядачів, але винагороджує за повторні перегляди».

### Нагороди
Фільм «Дві чи три речі, які я знаю про неї» був відзначений призом «Marilyn Monroe du Cinéma» у 1967 році від жіночого журі, до складу якого входили Маргеріт Дюрас і Флоранс Мальро. В опитуванні Sight & Sound 2012 року про найкращі фільми, які коли-небудь створювали, фільм отримав 19 голосів у топ-10 (16 від критиків і три від режисерів).

### Американське перевидання
17 листопада 2006 року фільм було повторно випущено у форматі CinemaScope для двотижневого показу на кінофорумі в Нью-Йорку.

## Цікаві факти
- Коли Робер Жансон та Роже слухають радіо, на стіні вісить плакат фільму «Мюріель, або Час повернення» 1963 року режисера Алена Рене.
- Коли Жульєтт відвозить свою доньку до дитячого садка/борделю, на стіні є картина з Наною Кляйнфранкенгайм, яку грає дружина режисера Анна Каріна, у фільмі «Жити своїм життям» (1962).